# 2012年6月逝世人物列表
2012年逝世人物列表：1月 - 2月 - 3月 - 4月 - 5月 - 6月 - 7月 - 8月 - 9月 - 10月 - 11月 - 12月
2012年6月逝世人物列表，是用於匯總2012年6月期間逝世人物的列表。

## 依日期排序

### 6月1日
- 帕特里克·福克纳（Pádraig Faulkner），94岁，爱尔兰政治家。Following Battle With Cancer（页面存档备份，存于）
- 凯瑟琳·茱斯顿（Kathryn Joosten），72岁，美国女演员，曾出演、，死于肺癌。TV LINE（页面存档备份，存于）
- 高木孝一，93岁，日本政治家，福井县敦贺市前市长。日本経済新聞（页面存档备份，存于）
- 新延輝雄，90岁，日本画家，曾参加日本美术展览会。時事ドットコム
- 吴斌，48岁，被称为“最美司机”的杭州长途客车驾驶员。吉林城市晚報

### 6月2日
- 艾世菊，原名艾云章，96岁，京剧表演艺术家，丑角泰斗。新浪娛樂（页面存档备份，存于）

### 6月3日
- 李成福，64歲，新加坡資深傳媒從業人員，《星報》前副編輯，罹癌身亡。星洲日報（页面存档备份，存于）
- 布萊恩·塔柏伊爵士（Sir Brian Talboys），90歲，紐西蘭國家黨政治家，國會眾議院議員（1957年－1981年）、副總理（1975年－1981年）。紐西蘭先驅報（页面存档备份，存于）、stuff.co.nz（页面存档备份，存于）

### 6月4日
- 魯道夫·克薩達·托魯諾（西班牙語：Rodolfo Quezada Toruño），80歲，樞機，危地馬拉總主教區前總主教。BBC中文網（页面存档备份，存于）

### 6月6日
- 蔣民寬，83歲，曾任中共中央統戰部常務副部長，中華全國工商業聯合會黨組書記、副主席，四川省省長。新華網 Archive.today的存檔，存档日期2013-04-28
- 雷·布萊伯利（Ray Douglas Bradbury），91歲，美國科幻、奇幻、恐怖小說作家，代表作有《火星紀事》及《華氏451度》。中央社
- 三笠宮寬仁親王，66歲，日本今上天皇堂弟。多重器官衰竭。朝日新聞
- 李旺陽，62歲，六四民運人士，當局指為自殺，部份媒體認為死因成疑。蘋果日報（页面存档备份，存于）
- 萊斯利·布朗（Lesley Brown），64歲，全球首位試管嬰兒露薏絲·布朗（Louise Joy Brown）的生母。BBC中文網（页面存档备份，存于）

### 6月7日
- 黃統高，53歲，廣西崇左市人大副主任，墜樓身亡。中新社（页面存档备份，存于）
- 何炳棣，95歲，歷史學家，中央研究院院士。中央社（页面存档备份，存于）
- 齊治華，52歲，交通部公路總局洛韶工務段站長，搶修坍方路段時遭落石擊中。華視

### 6月8日
- 陈俊愉，95岁，中国园林花卉学家，中国工程院院士，北京林业大学教授。景观中国

### 6月9日
- 深瀨昌久（深瀬 昌久），78歲，日本攝影家，以《鴉》作品聞名。新京報（页面存档备份，存于）

### 6月10日
- 南野信吾，日本音樂製作人，Nitro+製作電玩軟體的音樂，於心齋橋遭殺害。所屬公司官網（页面存档备份，存于）

### 6月12日
- 埃莉諾·奧斯特羅姆（Elinor Ostrom），78歲，美國政治科學家，諾貝爾經濟學獎首位女性得主，胰腺癌去世。聯合新聞網
- 黃敏，85歲，台灣音樂家，金曲獎「特別貢獻獎」得主、資深創作人。自由電子報[]
- 鄭雅律（韓語：정아율），25歲，韓國演員，自殺身亡。蘋果日報（页面存档备份，存于）

### 6月13日
- 亨利·希爾（Henry Hill），69歲，美國黑手黨成員，其生平被改編為電影《四海好傢伙》（Good Fellas），1990年上映。聯合報
- 威廉·诺尔斯（William S. Knowles），美国化学家，2001年诺贝尔化学奖得主。科学网（页面存档备份，存于）

### 6月15日
- 明驥，91歲，中影公司前製片廠廠長、總經理，被譽為「台灣新電影之父」。自由時報
- 武毅（Peter Moor），86歲，香港警務處副處長（行動）（1979─1983年）。警聲（页面存档备份，存于）

### 6月16日
- 纳伊夫·本·阿卜杜勒-阿齐兹(Nayef bin Abdulaziz Al Saud)，78岁，沙特阿拉伯王国王储、副首相兼内政大臣。新华网（页面存档备份，存于）

### 6月17日
- 陳廷驊，89歲，香港企業家及富翁、南豐集團創辦人兼主席。明報
- 罗德尼·金（Rodney Glen King），47岁，美國非洲裔人。1992年因逮捕他的四名白人警察毆打他卻被判無罪，引發洛杉磯暴動。蘋果日報（页面存档备份，存于）
- 杨永良，68歲，第十一屆全國人大常務委員會委員，湖北省政協原主席、省人大常委會原主任。新華網（页面存档备份，存于）

### 6月18日
- 陳鏡村，81歲，台灣企業家，耐斯集團創辦人。經濟日報

### 6月20日
- 李鲠颖，50岁，中国波普学专家，华东师范大学教授。[1]
- 廖福本，75歲，台灣政治人物，曾任第二、三、四屆立法委員，多重器官衰竭病逝。中央日報
- 安德鲁·萨里斯（Andrew Sarris），美国影评人。新京报[永久]

### 6月23日
- 曾德超，94岁，中国农业机械和农业工程学科的奠基人，农业工程学家、农业机械学，中国工程院资深院士。中国农大新闻网

### 6月24日
- 谷超豪，87岁，中国数学家，曾任复旦大学数学系教授，中国科学院院士，温州大学名誉校长，中国科学技术大学校长，国家最高科学技术奖得主。复旦新闻文化网
- 蔡齡齡，47歲，香港前女歌手。蘋果日報（页面存档备份，存于）
- 戴瑞（Darrel Wayne Akerfelds），50歲，美國棒球運動員及教練，曾效力中華職棒味全龍隊。聯合報（页面存档备份，存于）

### 6月25日
- 郭迪，102岁，中国儿科医学家、教育家，儿童保健事业奠基人。[2]
- 郭國銓，85歲，臺灣婦產科名醫，實踐大學名譽董事長、臺南市私立郭綜合醫院總裁創辦人。[3]

### 6月26日
- 陈强，94岁，中国电影表演艺术家，第29届百花奖终身成就奖得主，曾主演经典影片《红色娘子军》《白毛女》等，以反派角色见长。喜剧演员陈佩斯父亲。新浪娛樂（页面存档备份，存于）
- 諾拉·艾芙朗（英語：Nora Ephron），71歲，美國導演及編劇。急性骨髓性白血病引發的肺炎。自由電子報[永久]

### 6月27日
- 刘曾复，98岁，中国京剧理论家、研究家、教育家，被称为“京剧界通天教主”凤凰网（页面存档备份，存于）凤凰网（页面存档备份，存于）

### 6月28日
- 张瑞芳，94岁，中国表演艺术家，荣获百花影后，以及金鸡奖与金凤凰奖的终身成就奖。经典角色“李双双”。网易（页面存档备份，存于）

### 6月29日
- 羅慧娟，45岁，香港藝人，因胰臟癌離世。蘋果日報（页面存档备份，存于）
- 地井武男，70岁，日本電影演員，心臟病離世。MSN新聞頻道

### 6月30日
- 黄宗洛，85岁，中国表演艺术家，北京人民艺术剧院演员，代表作为话剧茶馆。新浪娛樂（页面存档备份，存于）
- 伊扎克·沙米尔（Yitzhak Shamir），96岁，以色列鷹派代表人物、前總理。蘋果日報（页面存档备份，存于）
- 沈荣显，89岁，中国工程院院士、动物病毒及免疫学家。科学网（页面存档备份，存于）